# Carl Cundiff
Carl Copeland Cundiff (* 29. März 1941 in New Orleans) ist ein US-amerikanischer Diplomat.

## Leben
Carl Cundiff schloss 1963 die University of the South mit einem Bachelor of Arts ab. Danach besuchte er die Fletcher School of Law and Diplomacy, an der er 1964 einen Master of Arts und 1965 einen Master of Arts in Law and Diplomacy machte.
Cundiff trat 1965 in den Dienst des Außenministeriums der Vereinigten Staaten, für das er bald an der US-Botschaft in Singapur arbeitete. Im Jahr 1968 erwarb er an der Fletcher School of Law and Diplomacy den Titel Doctor of Philosophy. Er kam in weiterer Folge als Wirtschaftsexperte zum Einsatz, unter anderem für die United States Agency for International Development in Saigon und für die Vertretung der Vereinigten Staaten bei der Organisation für wirtschaftliche Zusammenarbeit und Entwicklung in Paris. 1974 schloss er die Harvard Kennedy School mit einem Master of Public Administration ab.
Nach mehreren Jahren in der Heimat wirkte Cundiff von 1980 bis 1982 als Botschaftsrat für wirtschaftliche Angelegenheiten an der US-Botschaft in Lagos in Nigeria. Danach war er von 1982 bis 1986 als stellvertretender Leiter der US-Botschaft in Abidjan in der Elfenbeinküste tätig. Er arbeitete anschließend als Direktor im Büro für Ernährungs- und Strategieprogramme im Außenministerium. Carl Cundiff wurde 1988 als Nachfolger von Richard Bogosian Botschafter der Vereinigten Staaten in Niger. In diesem Amt wurde er 1991 von Jennifer Ward abgelöst.
Cundiff ist verheiratet und hat zwei Kinder.